# Batalla de Tara
La batalla de Tara (980) va ser una victòria dels irlandesos autòctons de Uí Néill contra els vikings nòrdic-gaèlics del regne de Dublín governats per Amlaíb Cuarán.
Segons els «Annals dels quatre mestres», els adversaris van ser per un costat vikings de Dublín recolzats per l'exèrcit de les Hèbrides, comandats per un nebot d'Amlaíb anomenat Ragnall, i per l'altre costat, els irlandesos de Máel Sechnaill mac Domnaill, qui recentment havia pres el poder sobre el sud dels territoris del clan Uí Néill; eren tropes del regne de Mide i probablement van rebre suport de Leinster i Ulster.
El conflicte bèl·lic es considera una històrica i devastadora derrota dels vikings que, d'alguna forma, va obligar a Amlaíb a abdicar a favor de Glúniairn (Járnkné) i retirar-se a l'abadia d'Iona. Dublín va ser assetjada pel victoriós Máel Sechnaill, que va forçar els escandinaus a alliberar esclaus i valuoses prebendes, així com territoris que prèviament reclamaven els Uí Néill com propis. Durant una dècada, d'una forma o una altra, Dublín va romandre sota el control de Máel Sechnaill i els Uí 
Néill del sud.
La batalla de Tara es considera una decisiva derrota de Dublín, encara més important que la infligida en la famosa batalla de Clontarf. Olaf Cuaran va ser l'últim dels grans reis nòrdic-gaèlics d'Irlanda, i després de la seva abdicació Dublín mai més obtindria la glòria i grandesa d'antany.